# Douglas A-26 Invader
El Douglas A-26 Invader fue un bombardero ligero y avión de ataque bimotor fabricado por la compañía estadounidense Douglas Aircraft Company durante la Segunda Guerra Mundial, y que entraría en acción durante algunos conflictos de la Guerra Fría. Voló por primera vez el 10 de julio de 1942.
Este diseño resultó en un avión rápido capaz de llevar el doble de su carga de bombas especificada. Podía ser equipado con una amplia gama de armas para producir un formidable avión de ataque a tierra.
La redesignación del modelo de A-26 a B-26 ha llevado a la confusión popular con el Martin B-26 Marauder, un diseño que voló por primera vez en noviembre de 1940, unos 16 meses antes del vuelo inaugural del diseño de Douglas. Aunque ambos tipos utilizan el muy recurrido motor Pratt & Whitney R-2800 Double Wasp de dieciocho cilindros, en doble fila, eran diseños completamente diferentes. El último A-26 en servicio activo de Estados Unidos fue asignado a la Guardia Aérea Nacional; siendo retirado del servicio militar en 1972 por la Fuerza Aérea de Estados Unidos y la Oficina de la Guardia Nacional, que lo donó al Museo Nacional del Aire y del Espacio.

## Diseño y desarrollo

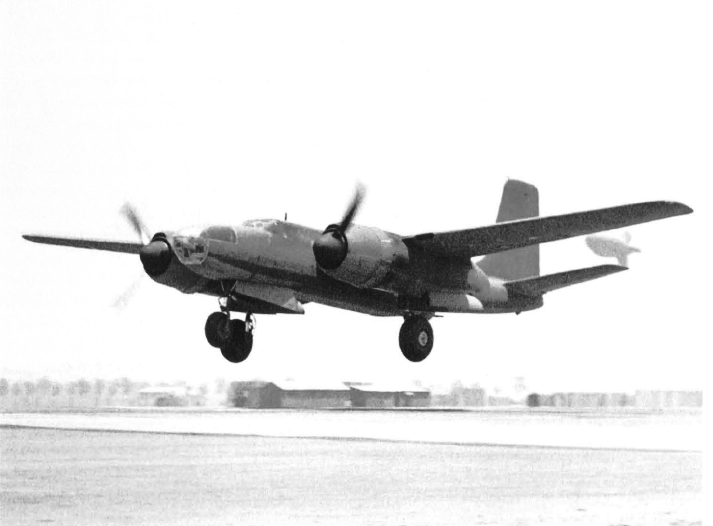
Douglas XA-26 41-19504, primer vuelo 10 de julio de 1942, Mines Field; piloto: Benny Howard.

El A-26 fue un diseño inusual para un bombardero de ataque en ese periodo, porque fue diseñado como un avión de ataque para un solo piloto (característica compartida con el británico de Havilland DH.98 Mosquito). El tradicional asiento del copiloto no tenía controles de vuelo; en su lugar, un miembro de la tripulación que servía de navegador y bombardero se sentaba en esa posición. Un artillero operaba remotamente las torretas dorsal o ventral. En el modelo C, el navegador recargaba el armamento de proa. El avión fue diseñado por Edward Heinemann, Robert Donovan, y Ted R. Smith.  El proyecto de aerodinámica en el programa fue de A.M.O. Smith, que diseñó el ala haciendo uso del entonces nuevo perfil aerodinámico de flujo laminar NACA 65-215.
El prototipo Douglas XA-26 (41-19504) voló por primera vez el 10 de julio de 1942 con el afamado piloto de pruebas Benny Howard en los controles. Los vuelos de prueba revelaron unos excelentes diseño, maniobrabilidad y manejo, pero hubo problemas de refrigeración del motor que condujeron a cambios en la cubierta del mismo y el desmontaje del paso variable de las hélices, tanto como la modificación del tren de aterrizaje delantero después de repetidos colapsos.

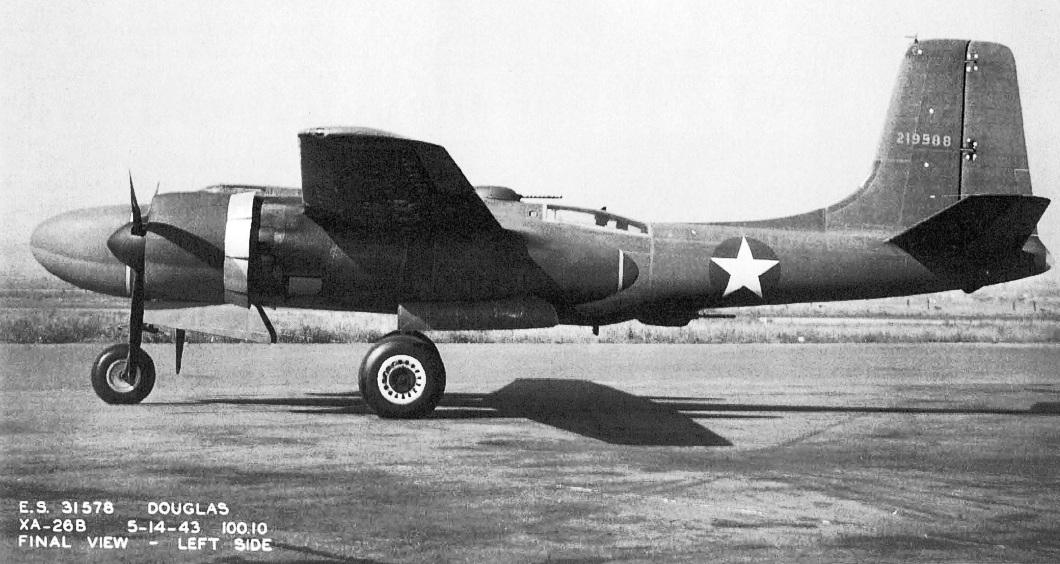
Douglas XA-26B Invader 41-19588, 5 de mayo de 1943. La proa sólida del A-26 se diseñó para alojar una gama diversa de armas, incluyendo un cañón de 75 mm.

En los prototipos con cabina "plana", ésta fue cambiada por una de burbuja con bastante mejor visibilidad. El A-26 fue originalmente construido en dos versiones: el A-26B con proa sólida, que en un principio podía ser equipado con una combinación de armamento incluyendo ametralladoras de calibre 12,7 mm, cañones automáticos de 20 y 37 mm, o incluso un obús de 75 mm, pero normalmente albergaba seis (o después ocho) ametralladoras de calibre 12,7 mm, denominada oficialmente el "morro de uso múltiple", más tarde conocida comúnmente como el "morro de seis armas" o "morro ocho armas". El morro de "cristal" del A-26C, denominada oficialmente "morro Bombardero", contenía una mira Norden y fue usada para el bombardeo de precisión a media cota. La sección de proa del A-26C incluía dos armas fijas M-2, más tarde reemplazadas por equipos subalares de armas o armas internas alares. 
Después de alrededor de 1570 aviones producidos, tres armas fueron instalados en cada ala, coincidiendo con la introducción del "morro de ocho armas" para los A-26B, dando así algunas configuraciones de hasta 14 ametralladoras de 12,7 mm en un montaje frontal fijo. Una sección del morro de A-26C podía ser intercambiada por una sección del morro de A-26B, o viceversa, en un par de horas-hombre, dándose por lo tanto física y oficialmente un cambio de la denominación y rol de operación. La cubierta de cabina de "techo plano" se cambió a finales de 1944, después de cerca de 820 aviones producidos, a un estilo concha de almeja con visibilidad muy mejorada.
En un A-26B, al lado del piloto, un miembro de la tripulación sirve normalmente como navegante y municionador de las armas en la proa, operadas por el piloto. En un A-26C, el miembro de la tripulación que servía como navegador y bombardero se trasladaba a la sección del morro para la fase de bombardeo de una operación. Un pequeño número de A-26C fue equipado con controles de vuelo duales, algunas partes de los cuales podrían ser desactivados en vuelo para permitir el acceso limitado a la sección de morro. Un asiento auxiliar, al estilo de tractor, se encontraba detrás del "asiento del navegante." En la mayoría de las misiones, un tercer miembro de la tripulación, en la cabina del artillero trasero, operaba las torretas dorsal y ventral de armas a control remoto, con acceso desde y hacia la cabina a través de la bodega de bombas, sólo cuando estaba vacía.

## Historia operacional

### Segunda Guerra Mundial

#### Océano Pacífico

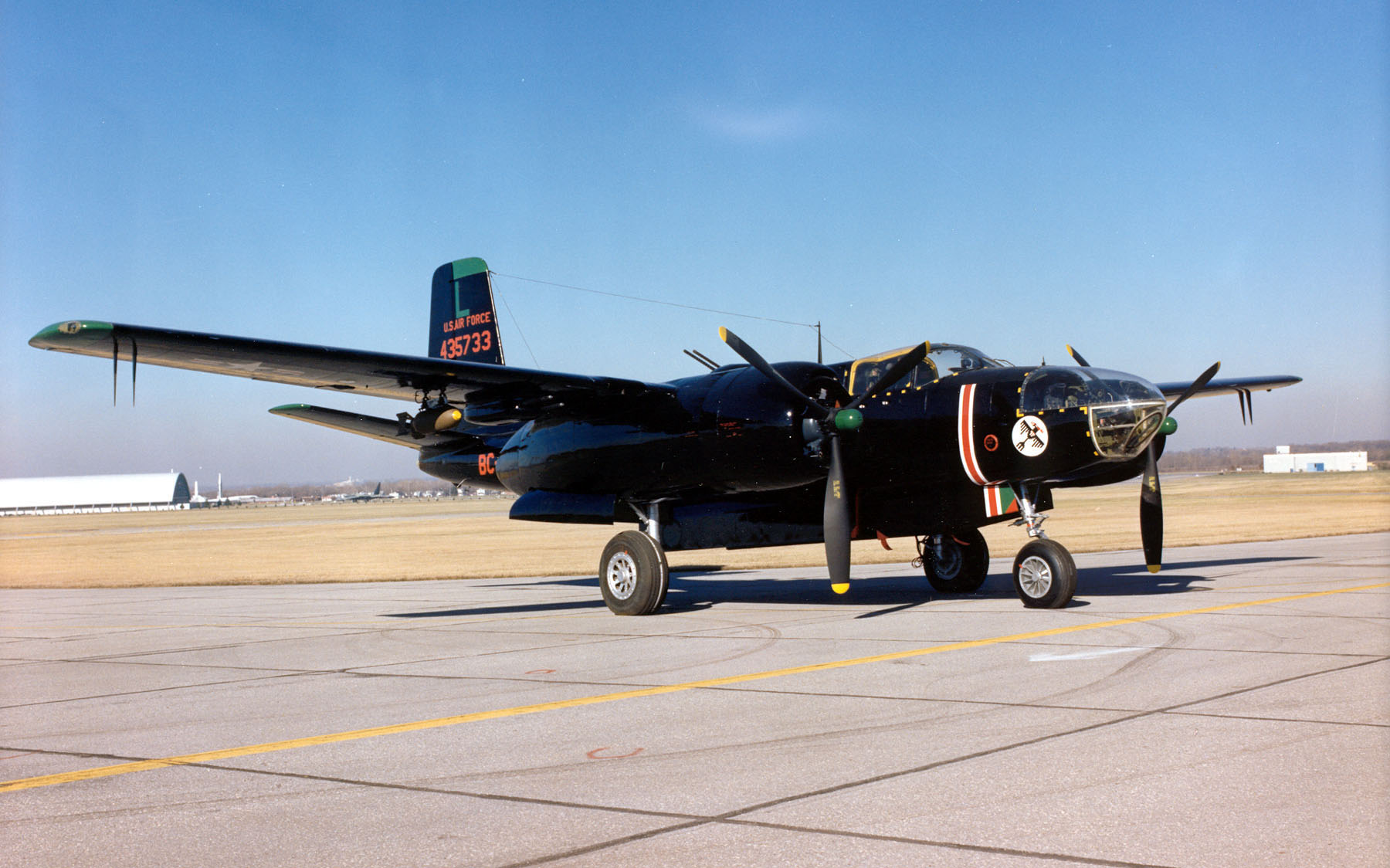
Douglas A-26C.

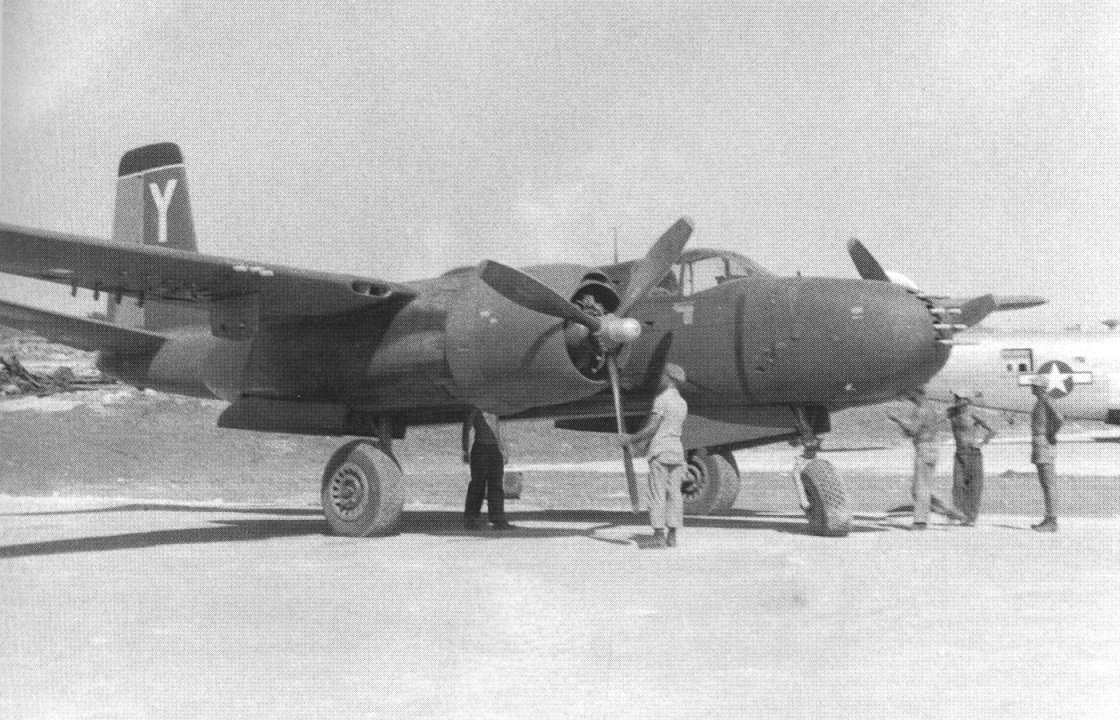
Un A-26 de morro de 8 armas, 8th BS, 3rd BG Machinato Airfield, Okinawa, 20 de agosto de 1945.

La compañía Douglas comenzó a distribuir el modelo de producción A-26B a las Fuerzas Aéreas del Ejército de los Estados Unidos (USAAF) en agosto de 1943. Los Invader entraron en combate primero con la Quinta Fuerza Aérea en el Teatro Pacífico Suroriental el 23 de junio de 1944, cuando bombardearon las islas japonesas cerca de Manokwari. Los pilotos del 3.er grupo de bombardeo, 13.er Escuadrón "The Grim Reapers", que recibieron los primeros cuatro A-26 para evaluación, encontraron una pobre visión desde la cabina para los ataques a baja altura.
El General George Kenney, comandante de las Fuerzas Aéreas del Lejano Oriente declaró que "no queremos al A-26, en ningún caso, como un reemplazo para nada."  Hasta que pudieran hacerse cambios, el tercer Grupo de Bombardeo pidió "Douglas A-20 Havoc" adicionales, utilizando así ambos modelos en vuelos compuestos. El 319 Grupo de Bombardeo trabajó con sus A-26 en marzo de 1945, uniéndose al inicial 3.er Grupo de Bombardeo, volando con el 319 Grupo hasta el 12 de agosto de 1945. Así las operaciones del A-26 terminaron a mediados de agosto de 1945 con sólo unas pocas docenas de misiones voladas.

#### Europa
Douglas necesitaba mejores resultados de la segunda prueba de combate del Invader, por lo que el A-26 comenzó a llegar a Europa a finales de septiembre de 1944 para su asignación a la Novena Fuerza Aérea. El despliegue inicial involucró 18 aeronaves y tripulaciones asignadas al 553 Escuadrón del 386 Grupo de Bombardeo. Esta unidad voló su primera misión el 6 de septiembre de 1944. Ningún avión se perdió en las ocho misiones de prueba y la Novena Fuerza Aérea anunció que estaba dispuesto a reemplazar a todos sus A-20 y B-26 por A-26 Invader.
El primer grupo en convertirse completamente al A-26B fue el 416 Grupo de Bombardeo, con los que entró en combate el 17 de noviembre, y el 409 Grupo de Bombardeo, cuyos A-26 entraron en funcionamiento a finales de noviembre. Debido a la escasez de variantes A-26C, los grupos volaron un total combinado de unidades A-20/A-26 hasta la entrega de la versión de morro acristalado. Además de bombardeo y ametrallamiento, se llevaron a cabo con éxito las misiones de reconocimiento e interdicciones nocturnas tácticas. En contraste con las unidades basadas en el Pacífico, el A-26 fue bien recibido por los pilotos y la tripulación por igual y para 1945, la Novena Fuerza Aérea había volado 11 567 misiones, dejando caer 18 054 toneladas de bombas, registrando siete derribos confirmadas, mientras que perdió 67 aviones.
En Italia, el 47 Grupo de Bombardeo de la Duodécima Fuerza Aérea recibió también el A-26, a partir de enero de 1945. Fueron utilizados contra una columna de transportes alemanes, y también para el apoyo directo e interdicción contra los tanques y las concentraciones de tropas en el valle del Po, en las campañas finales en Italia.

### Era post Segunda Guerra Mundial
Con el establecimiento de la Fuerza Aérea de los Estados Unidos como un servicio independiente en 1947, el Mando Aéreo Estratégico operó el redesignado B-26 (RB-26), en servicio desde 1949 hasta 1950; las Fuerzas Aéreas de Estados Unidos en Europa hasta 1957; el Mando Aéreo Táctico hasta finales de 1960, y los últimos ejemplares en servicio con la Guardia Aérea Nacional hasta 1972. La Armada de Estados Unidos también usó un pequeño número de estos aviones en sus escuadrones utilitarios para remolque de blancos y de uso general utilitario hasta que fue reemplazado por el DC-130A, variante del C-130 Hércules. La designación de la Armada fue JD-1 y JD-1D hasta 1962, cuando la primera pasó a ser la UB-26J y la segunda se designó de nuevo como DB-26J.

### Guerra de Corea

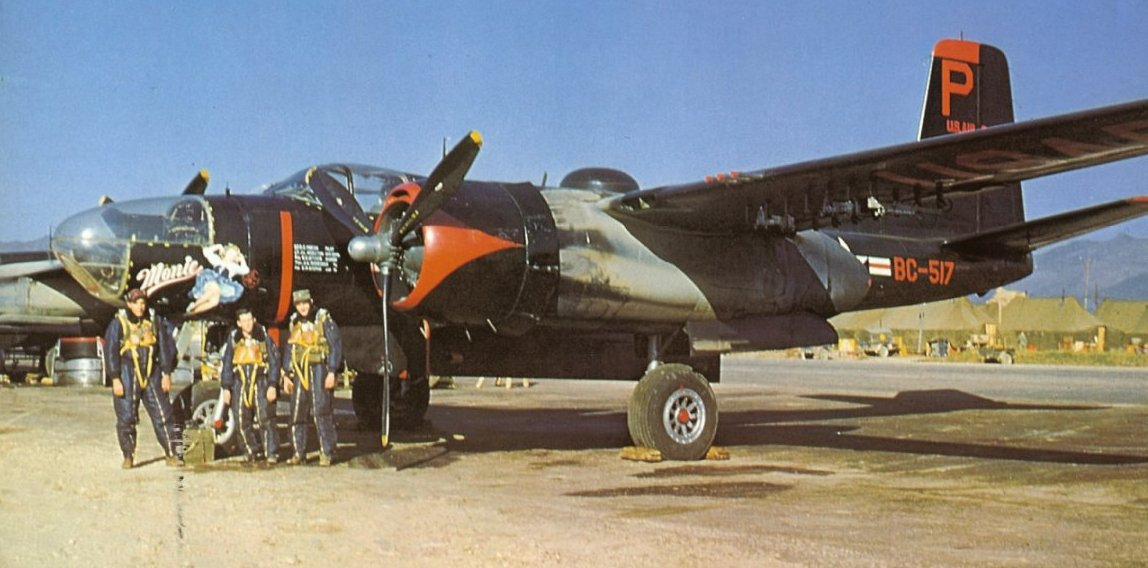
B-26B-61-DL 44-34517 "Monie" del 37° BS, 17° Grupo de Bombardeo pilotado por el teniente Robert Mikesh, Base Aérea Pusan, Corea 1952.

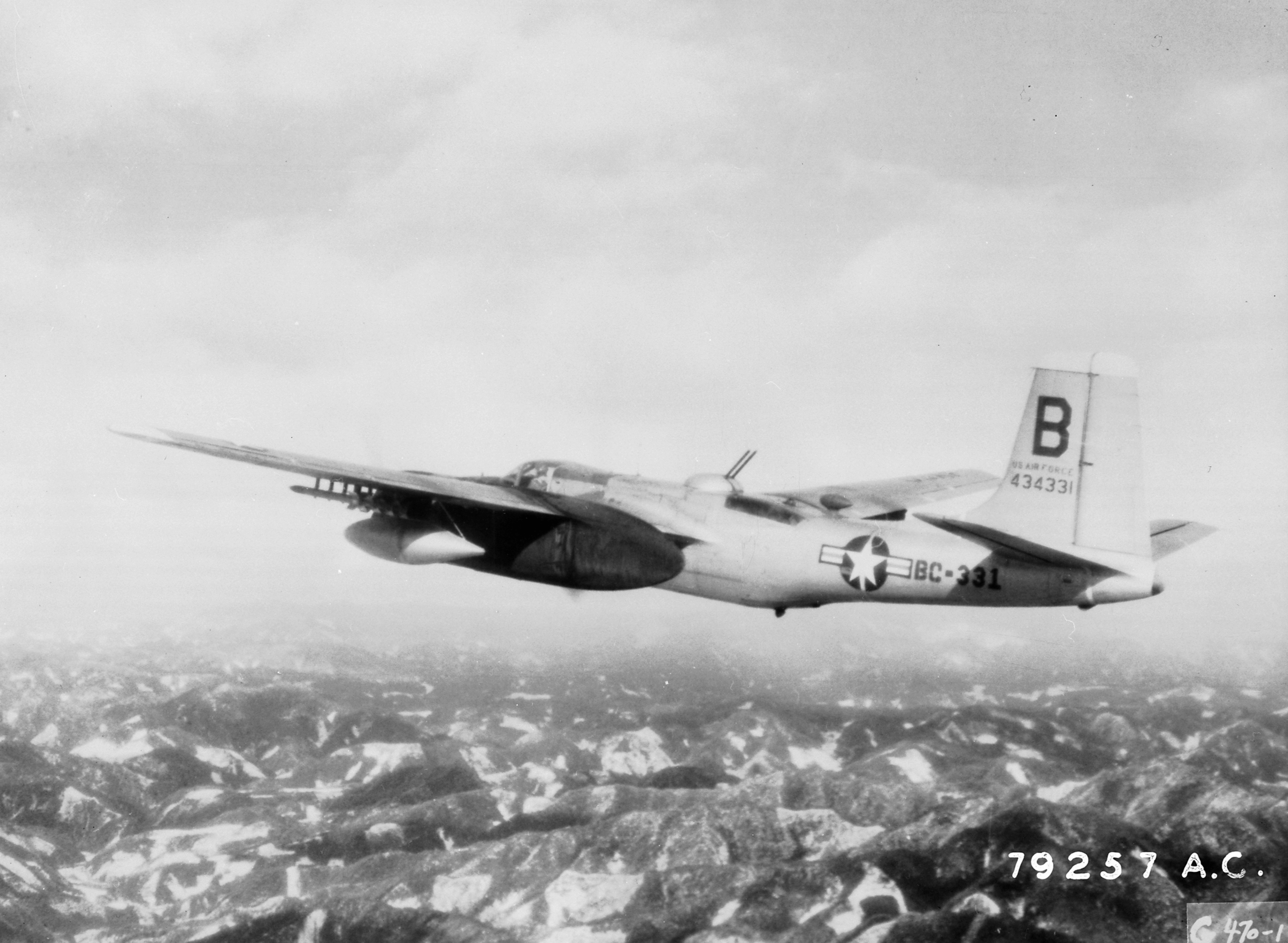
A-26B-51-DL (AF Ser. No. 44-34331) sobre Corea, febrero de 1951.

Los B-26 Invader del 3.er Grupo de Bombardeo, que operaban desde bases en el sur de Japón, fueron algunos de los primeros aviones de la USAF utilizados en la guerra de Corea, en la realización de misiones sobre Corea del Sur el 27 y 28 de junio, antes de llevar a cabo la primera misión de bombardeo de la USAF en Corea del Norte el 29 de junio de 1950, cuando bombardearon un aeródromo en las afueras de Pionyang.
El 10 de agosto de 1950, el 452 Ala de Bombardeo de la Reserva de la Fuerza Aérea se activó para el Servicio de Corea.  El A-26 voló sus primeras misiones en noviembre de 1950 desde Itazuke, Japón, prestando apoyo diurno la 3 Ala de Bombardeo, con los 8°, 13° y 90° Escuadrones de Bombardeo volando en misiones nocturnas. Debido a la intervención china, se vio obligado a buscar otra base y se trasladó a la Base Aérea de Miho en la costa oeste de Honshu. A principios de 1951 se trasladó a la Base Aérea Pusan Este (K-9) y continuó sus misiones diurnas, así como las misiones nocturnas de interdicción. En junio de 1951, se unió a la 3 Ala de Bombardeo (Kunsan K-8) en la única actividad nocturna, dividiendo las zonas objetivo, con el 452 tomando la mitad oriental y el 3.º la occidental. Por sus esfuerzos en la guerra de Corea, el 452 fue galardonado con 2 Citaciones de Unidad y la Mención Presidencial de Corea. También recibió crédito por ocho operaciones de la Campaña. En mayo de 1952, el 452 fue dado de baja, y todos sus aviones y equipos con su personal regulares de la fuerza aérea fueron absorbidos por la 17.ª Ala de Bombardeo. Durante su tiempo como unidad activa, el 452 voló 15 000 salidas de combate (7000 por la noche) con la pérdida de 85 tripulantes.
Los B-26 fueron acreditados con la destrucción de 38 500 vehículos, 406 locomotoras, 3700 vagones de tren, y siete aviones enemigos en el suelo. El 14 de septiembre de 1951, el capitán John S. Walmsley, Jr., atacó un tren de suministros. Cuando sus armas se atascaron, ilumino el objetivo con su reflector para permitir a su avión de apoyo de flanco destruir el tren. Walmsley fue derribado y se le concedió a título póstumo la Medalla de Honor. Los Invader efectuaron la última misión de bombardeo de la USAF en la guerra, 24 minutos antes de que el Acuerdo de Armisticio fuera firmado el 27 de junio de 1953.
Además de las versiones estándar de ataque del B-26 que volaban misiones de interdicción nocturna, un pequeño número de modificados WB-26 y RB-26 de la 67.ª Ala de Reconocimiento Táctico voló misiones de observación y reconocimiento de tiempo crítico en papeles secundarios.

### Primera guerra de Indochina

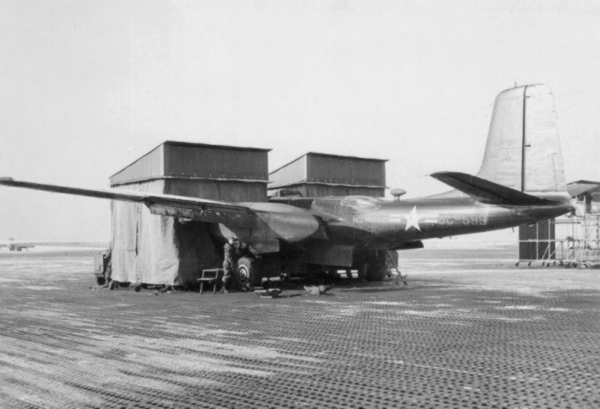
RB-26C (44-35599) del 117th TRW en un "hangar" temporal de proa en la Base Aérea Toul, Francia, enero de 1953.

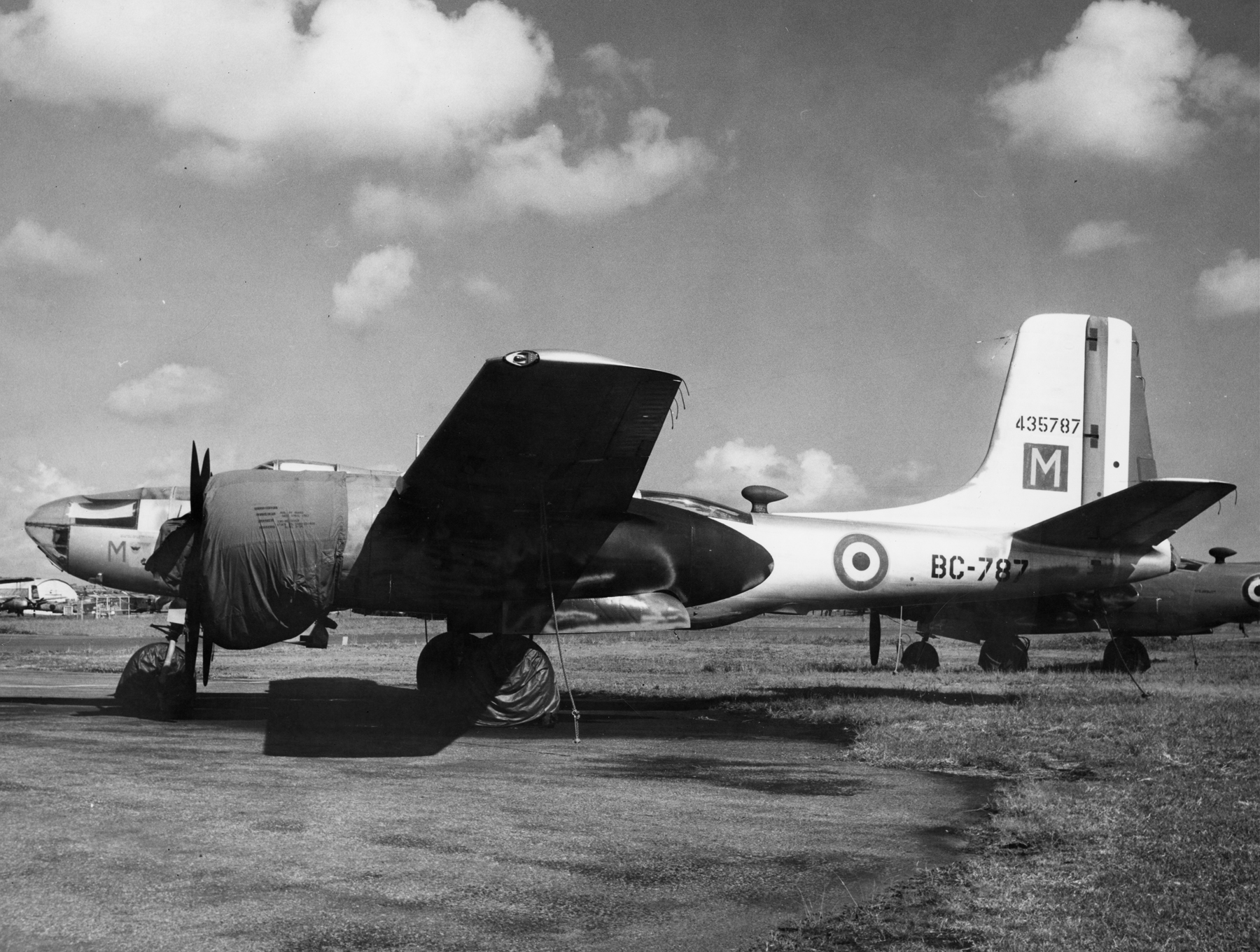
Un A-26C francés.

Tras reticencias en los primeros años, finalmente Estados Unidos decidió apoyar a Francia en la guerra de Indochina. Parte de esta ayuda fue la venta de B-26 Invader de los excedentes americanos. En noviembre de 1950, tripulaciones francesas empezaron a entrenarse en Invader pertenecientes a la USAF, estacionados en Francia. En los años 50, los grupos de bombardeo de la Armée de l'air (Groupe de Bombardement) incluyendo a los GB 1/19 Gascogne y GB 1/25 Tunisia usaron B-26 de la USAF en la primera guerra de Indochina.
La primera salida de combate fue el 1 de febrero de 1951. Para el 1 de octubre de 1951, los Invader franceses habían ya lanzado 1767 toneladas de bombas y 218 contenedores de NAPALM. Uno de los problemas de los B-26B que tenían 18 ametralladoras era que consumían munición a una tasa elevadísima.
La Base de Cat Bi (Haiphong) era la sede de los Douglas B-26 Invader que operaban sobre Dien Bien Phu en marzo y abril de 1954 durante la batalla de Dien Bien Phu. Se perdieron 7 Invader en acción.
En este periodo, el uso masivo de B-26 estadounidenses basados en las Filipinas contra la artillería pesada del Viet Minh fue planeada por el Mando Conjunto francés y estadounidense como la Operación Cóndor, pero fue finalmente cancelada por ambos gobiernos.
Durante esta guerra, un total de 113 B-26B, B-26C, y RB-26C se entregaron a las fuerzas francesas en Indo-China, que equiparon a tres grupos (Groupe de Bombardement 1/19 *Gascogne*, GB 1/25 *Tunisie* y GB 1/91 *Bourgogne*, más uno de reconocimiento (Escadrille de Reconnaissance Photographique ERP.2/19 *Armagnac*). Las unidades B-26 volaron 33 000 h en 15 000 misiones, liberando 185 00 t de armamento.
Después de abandonar Indochina, las unidades francesas de B-26 fueron disueltas y los aviones fueron devueltos a Estados Unidos. La Armée de l'Air no usó un solo avión de los desplegados en Indochina.

### Indonesia
En 1958, la CIA comenzó la Operación Haik en Indonesia, preocupada por las inclinaciones comunistas del régimen de Sukarno. Por lo menos una docena de B-26 Invader fueron asignados en apoyo de las fuerzas rebeldes. El 18 de mayo de 1958, el B-26 del piloto estadounidense contratado Allen Pope fue inicialmente impactado por fuego antiaéreo de tierra y luego derribado por un P-51 Mustang pilotado por el Capt. Ignatius Dewanto (el único derribo aire-aire conocido en la historia de la Fuerza Aérea de Indonesia). La captura y el juicio del teniente Pope trajo un rápido fin a la Operación Haik, pero las capacidades del Invader no pasaron desapercibidas para el gobierno de Indonesia. En 1959, el gobierno compró seis aviones en Davis-Monthan AFB y estos fueron transportados a Indonesia con marcas militares completas a mediados de 1960. Estos aviones tendrían una larga carrera y se utilizarían en una serie de acciones en contra de los rebeldes en varias áreas. Los últimos vuelos operacionales de los tres supervivientes fueron en 1976, en el apoyo a la invasión indonesia de Timor Oriental. En 1977, se retiraron los últimos dos aviones operativos.

### Servicio con la USAF en el Sudeste de Asia
Los primeros B-26 en llegar al sudeste asiático fueron desplegados en Takhli RTAFB, Tailandia, en diciembre de 1960. Estos aviones sin identificación operaron para la CIA (Agencia Central de Inteligencia) de los Estados Unidos, pronto fueron aumentados en 16 aeronaves adicionales, 12 B-26B y B-26C más cuatro RB-26C bajo la Operación "Mill Pond". La misión de todos estos aviones era ayudar al Gobierno Real de Laos en la lucha contra el Pathet Lao. Las repercusiones de la invasión de Bahía de Cochinos significaron que no hubiera registro de misiones de combate que se sabe que se han volado, aunque hubo RB-26C operando sobre Laos hasta el final de 1961. El avión fue operado posteriormente en Vietnam del Sur en el marco del Proyecto "Farm Gate". El único otro despliegue de aviones B-26 a Laos antes de la introducción del B-26K/A-26A, fue el despliegue de dos aviones RB-26C, específicamente modificado para reconocimiento nocturno, desplegados a Laos entre mayo y julio de 1962 bajo el Proyecto "Black Watch". Estos aviones, inicialmente extraídos de las existencias de "Farm Gate", fueron devueltos al final de estas misiones.

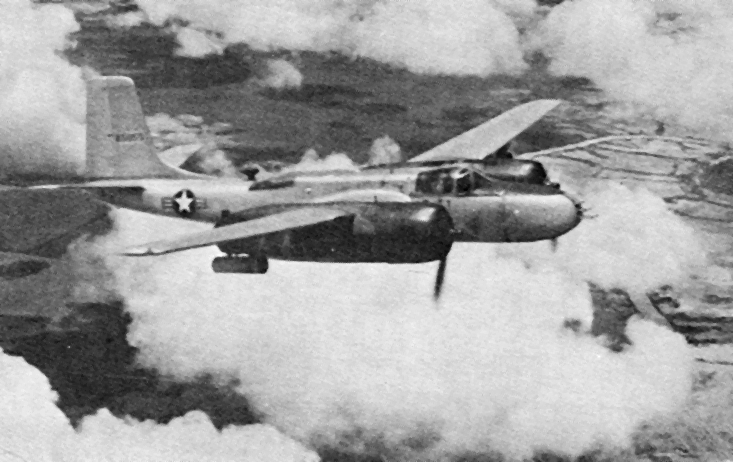
Un B-26B de Farm Gate.

Los aviones de Laos participaron en la primera fase de la guerra de Vietnam con la USAF, pero con marcas survietnamitas como parte del proyecto Farm Gate. Aunque Farm Gate operaba B-26B, B-26C y genuinos RB-26C, muchos de estos aviones fueron operados bajo la designación RB-26C, a pesar de que se utilizaron en misiones de combate. Durante 1963, dos RB-26C fueron enviados a la Base Aérea Clark en las Filipinas para realizarles modificaciones, aunque no con los sistemas nocturnos como los modificados para "Black Watch". Los dos aviones retornados de "Black Watch" a "Farm Gate" fueron posteriormente redesignados RB-26L para distinguirlos de otros RB-26C modificados, y fueron asignados al Proyecto "Sweet Sue". Los B-26 de "Farm Gate" operaban junto a otros aviones de ataque primario de la época, el T-28 Trojan, antes de que ambos modelos de aeronaves fueran reemplazados por el Douglas A-1 Skyraider. Los B-26 fueron retirados del servicio en febrero de 1964, después de dos accidentes relacionados con la fatiga del larguero del ala, uno durante un combate en el sudeste de Asia en agosto de 1963 y otro durante una demostración de la Fuerza Aérea en la Base Aérea Eglin, Florida, en febrero de 1964.
El 11 de febrero de 1964, dos pilotos de la Primera Ala del Mando Aéreo, estacionados en Hurlburt Field, Florida, murieron en el accidente de un B-26 en el Range 52 en la Base Aérea Eglin, cuando perdió un ala durante una maniobra de ascenso después de un pase de ametrallamiento. El avión estaba participando en una demostración de las capacidades de contrainsurgencia del Special Air Warfare Center y había completado una pasada de ametrallamiento cuando ocurrió el accidente. SAWC había presentado la demostración en un promedio de dos veces al mes durante los 21 meses anteriores. Los aviones B-26 utilizados por los comandos de la USAF en Vietnam fueron inmovilizados en tierra el 8 de abril de 1964, a raíz de una investigación oficial sobre el accidente de 11 de febrero. Los aviones B-26 en uso por la Fuerza Aérea de Vietnam también fueron inmovilizados en tierra de acuerdo con el fallo de Estados Unidos.

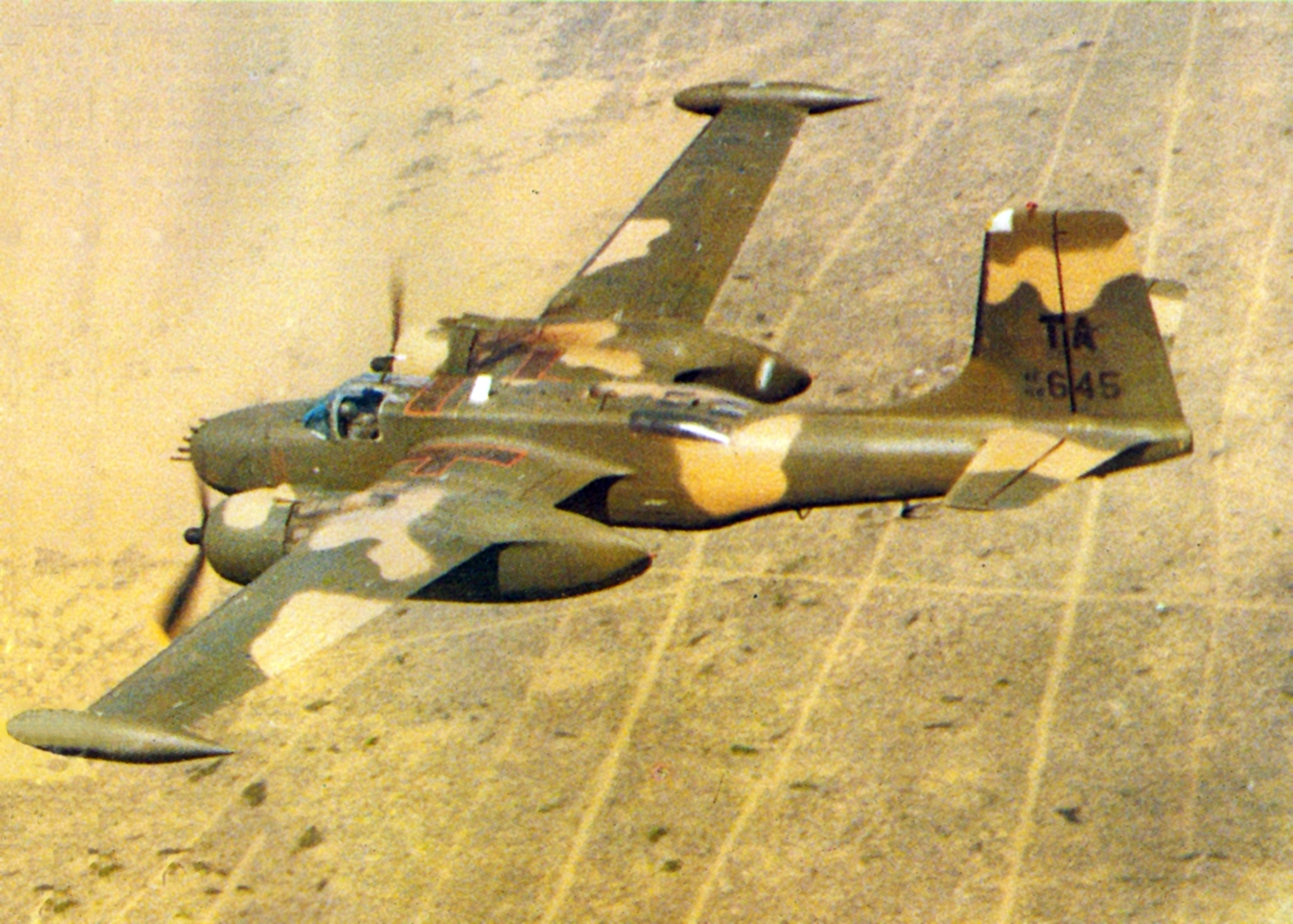
Un A-26A del 609 Escuadrón de Operaciones Especiales (609th SOS) en 1969.

En respuesta a esto, On Mark Engineering Company de Van Nuys, California, fue seleccionada por la Fuerza Aérea para mejorar ampliamente el Invader en aras a realizar un papel de contrainsurgencia. El primer vuelo de la producción del B-26K fue el 30 de mayo de 1964 en el aeropuerto de Van Nuys. On Mark convirtió 40 Invader al nuevo estándar B-26K "Contra-Invader", que incluía motores, hélices, frenos y alas re-manufacturados y los tanques de combustible de extremo de ala actualizados, para uso del 609 Escuadrón de Operaciones Especiales. En mayo de 1966, el B-26K fue redesignado A-26A por razones políticas (Tailandia no permitía a los Estados Unidos tener bombarderos estacionados en el país en ese momento, por lo que los Invader se redesignaron de nuevo con una "A", como aviones de ataque) y desplegado en Tailandia para ayudar a interrumpir los suministros que se movían a lo largo de la Ruta Ho Chi Minh. Dos de estos aviones fueron modificados aún más con un Forward Looking Infrared (sistema FLIR) bajo el proyecto "Tigre Solitario", como parte de la Operación "Shed Light".

### Guerra de Liberación en Argelia
El primer Invader francés llegó a Orán, Argelia, en agosto de 1956. Dos escuadrones de bombardeo, el Groupe de Bombardement 1/91 "Gascogne" y el GB 2/91 "Guyenne" fueron creados en Orán para recibirlos. La tarea de entrenar a las tripulaciones de Invader fue asignada al Centre d'Instruction au Bombadement 328, que estaba en Burdeos. Un escuadrón de reconocimiento de RB-26 (Escadron de Reconnaissance Photographique 1/32 "Armagnac") fue formado en Cognac. Los escuadrones fueron operacionales en 1957. Durante el primer año de combate en Argelia, los Invader fueron usados en bombardeo a nivel y en picado, y para ataque a tierra. En las dos últimas opciones siempre era guiado por un controlador avanzado que marcaba el blanco con fósforo blanco. Además, los B-26 franceses a veces realizaban patrullas sobre zonas de "fuego libre", las cuales se suponía evacuadas y por eso todo lo que se movía era hostil teóricamente.

### Entrenadores de Radar
Seis B-26C de la Armée de l'Air fueron convertidos en entrenadores de radar, con un radar APQ-13 montado en la parte frontal de la bodega de bombas, con su radomo montado por la parte inferior del fuselaje. Dos estudiantes eran trasportados. La proa vidriada del B-26C se retuvo. Fue conocido como B-26APQ13.

### Dictadura cubana de Batista
A mediados de 1957, la Fuerza Aérea del Ejército de Cuba recibe el primer grupo de aviones B-26 Invader, llegando a un total de 17, incluyendo dos "entrenadores" (B-26T).

### CIA
A principios de 1961, cerca de 20 B-26B, la mayoría convertidos desde la configuración B-26C, se "limpiaron" en Duke Field (también conocido como Campo Tres Auxiliar en Eglin AFB), Florida. Tenían el armamento defensivo eliminado y fueron equipados con el morro de ocho armas, tanques de gota subalares y soportes para cohetes. Volaron a una base de la CIA en Guatemala, donde estaba en curso el entrenamiento de B-26, C-46 y C-54 a tripulaciones aéreas de exiliados cubanos por parte de personal de la Guardia Aérea Nacional de Alabama. Después de la transferencia a Nicaragua, a principios de abril de 1961 fueron pintados con las marcas de la FAR (Fuerza Aérea Revolucionaria), la fuerza aérea del gobierno cubano.
El 15 de abril de 1961, tripulados por exiliados cubanos, ocho B-26 de la FAL (Fuerza Aérea de Liberación) atacaron tres aeropuertos cubanos, en un intento de destruir aviones de combate de la FAR en el suelo. El 17 de abril de 1961, los B-26 de la FAL apoyaron la invasión marítima a la Bahía de Cochinos de Cuba. El conflicto terminó el 19 de abril, después de la pérdida de nueve B-26 de la FAL, 10 exiliados cubanos y 4 tripulantes estadounidenses en el combate. La FAR voló sus B-26C en el conflicto, uno de los cuales fue derribado por una "nave de mando" de la CIA con la pérdida de 4 tripulantes cubanos. (enlace roto disponible en Internet Archive; véase el historial, la primera versión y la última).

### África en los años 1960
Pilotos mercenarios de la CIA, algunos empleados anteriormente durante la invasión de Bahía de Cochinos, fueron contratados para volar B-26K para el ataque terrestre contra rebeldes Simba en la Crisis del Congo. B-26K Contra-Invaders de nueva producción fueron entregados al Congo a través de Hurlburt Field en 1964.
Uno de ellos apoyó la Operación Dragón Rojo.
La Fuerza Aérea de Portugal adquirió Invader para usarlos en Angola, durante la guerra colonial portuguesa.

### Guerra de Vietnam
Durante la fase temprana de la guerra de Vietnam, B-26K Contra-Invader remanufacturados por On Mark fueron destinados a Tailandia para entorpecer las comunicaciones de la Ruta Ho Chi Minh.

### Fuerzas aéreas latinoamericanas
En el marco de la Guerra Fría, Estados Unidos proporcionó A-26 a las Fuerzas Militares latinoamericanas, para ser usados en labores de Contra-insurgencia (COIN).
Los A-26 fueren utilizados por la FAC (Fuerza Aérea Colombiana), la FACh (Fuerza Aérea de Chile), la FAS (Fuerza Aérea Salvadoreña), la República Dominicana, Nicaragua y Perú.

#### En Chile
La Fuerza Aérea de Chile recibió, de parte de Estados Unidos, mediante el Pacto de Asistencia y Defensa Mutua (MDAP), una partida importante de aviones Douglas A-26 Invader modelos B y C. Todos ellos venían de los excedentes de la Base Aérea McClellan. 
Sin embargo, aunque todos tenían números de serie de lotes de A-26B, eran de hecho B-26C de proa transparente, así que todos fueron convertidos de B-26B a los B-26C estándar antes de la entrega. La FACh les dio los números seriales 812 a 821. En Chile recibieron la denominación B-26. A partir de 1954, se procedió a reemplazar los obsoletos B-25 con los B-26, que entraron en servicio con el Grupo de Aviación N.º 8 en la Base Aérea de Cerro Moreno, Antofagasta. Se recibieron en total 38 B-26, que sufrieron una alta tasa de accidentes.
El Grupo 8 hizo varias salidas de combate durante el Golpe Militar del 11 de septiembre de 1973 contra el presidente Salvador Allende, pero no hay evidencia de que usaran su armamento en la oportunidad. 
Los últimos B-26 operacionales de la FACh fueron retirados en 1979. Sin embargo, muchos Invader están en Chile en la puerta de Bases Aéreas y en el Museo Nacional de Aeronáutica.

#### En Colombia
La Fuerza Aérea Colombiana adquirió 20 de estas aeronaves en 1955, asignándoles matrículas del FAC 2500 al 2519, las cuales participaron en innumerables misiones de restablecimiento del orden público y apoyo a las Fuerzas de Superficie, especialmente en los Llanos Orientales y Marquetalia. También intervinieron en operaciones conjuntas y combinadas con Fuerzas Aéreas de otros países, tales como los ejercicios Solidaridad, Unitas y Halcón-Vista, encaminados a la defensa del continente americano.
Los aviones operaron desde la Base Aérea de Palanquero, sede del Comando Aéreo de Combate No.1, CACOM 1, ubicado en Puerto Salgar, Cundinamarca. Posteriormente, debido a una reestructuración institucional, todos los aviones fueron trasladados a la Base Aérea de Apiay, sede del Comando Aéreo de Combate No.2, CACOM-2, en Villavicencio, Meta.
En la Fuerza Aérea Colombiana, el A-26 Invader operó trece años, hasta 1968, tiempo en el cual tuvo siete accidentes fatales, lo cual condujo a la salida definitiva del servicio mediante Resolución Orgánica No. 4 Art. 81 de 1960. La Institución, como homenaje a este guerrero del aire, destinó dos aviones con matrículas FAC 2504, y el FAC 2519 para ser exhibidos como piezas de museo.

### Variaciones y usos civiles

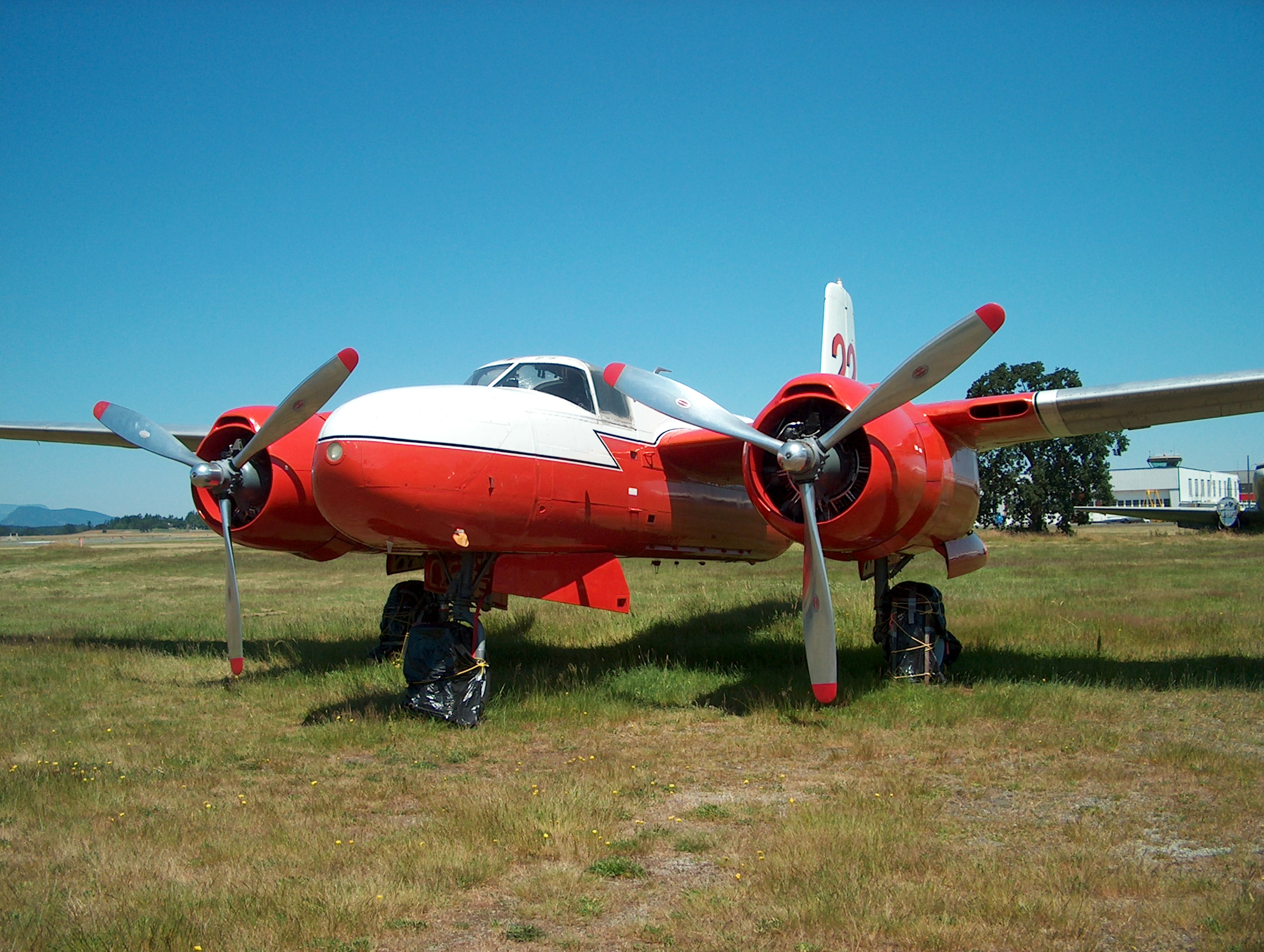
Un Conair 322 (conversión contra incendios del A-26) en el BC Aviation Museum, Sídney, BC.

Desde 1945, más de 300 A-26 se han introducido en el Registro de Aeronaves Civiles de la FAA de Estados Unidos. Tal vez hasta un centenar de ellos fueron probablemente sólo registrados para vuelos de traslado de bases de la USAF como Davis-Monthan AFB, Arizona, y Hill AFB, Utah, a los aeropuertos civiles y se almacenaron como candidatos a la venta en mercados civiles o militares en el extranjero.
Los principales usos civiles iniciales fueron como transporte "ejecutivo" de personal, con mínimas modificaciones, como la eliminación de las funciones militares, puertas de la bodega de bombas, escaleras de entrada de pasajeros en bodega de bombas y la conversión del fuselaje para aceptar de seis a ocho pasajeros, siendo considerablemente los mejores desarrollos hasta la década de 1960, cuando se construyeron modelos de aviones con el propósito de transporte ejecutivo como el turbohélice Grumman Gulfstream I y comenzaron a estar disponibles.
A mediados de la década de 1950, A-26 fueron probados y utilizados como aviones cisterna para la supresión de incendios forestales y pueden haber utilizado brevemente retardantes a base de borato, de ahí el término inexacto y no oficial "bombarderos de borato". El uso del borato pronto fue interrumpido debido a sus efectos ecológicos indeseables, sustituido por mezclas de agua retardante, arcillas, fertilizantes y colorantes rojos. El uso de A-26 sobre los contratos del USDA se interrumpió en las principales regiones alrededor de 1973, por lo que los aviones cisterna A-26 entonces encontraron compradores dispuestos en Canadá.

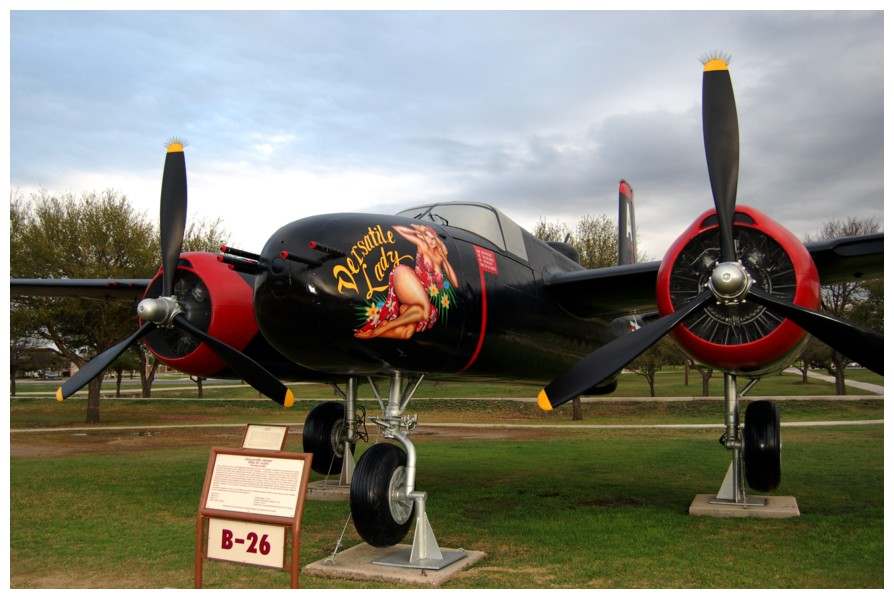
A-26C-50-DT 44-35918 pintado como el A-26B 43-4287 "Versatile Lady"en el History and Traditions Museum de la USAF.

Mucho del desarrollo de la primera gran parte de las conversiones se llevó a cabo por Grand Central Aircraft, cuyos planos y el personal fueron trasladados por la Empresa On Mark Engineering de Van Nuys, California, alrededor del año 1955. En los años 1960, On Mark había obtenido una licencia exclusiva de Douglas Aircraft Company para la fabricación y venta de piezas para los A-26. On Mark Executive (1956), On Mark Marketeer (1957), y las presurizados On Mark Marksman (1961) fueron los productos más radicales de este esfuerzo.
La siguiente conversión más significativa fue la Rock Island Monarch 26, mientras que menos numerosas y más básicas conversiones para operaciones ejecutivas fueron realizadas por Wold Engineering, LB Smith Aircraft Corp., R. G. LeTourneau Inc, Rodas-Berry Company  y Lockheed Aircraft Service Inc.
Garrett AiResearch utilizó dos variantes de A-26 como bancos de pruebas de motores de turbina; véase también el XA-26F más arriba.

## Variantes

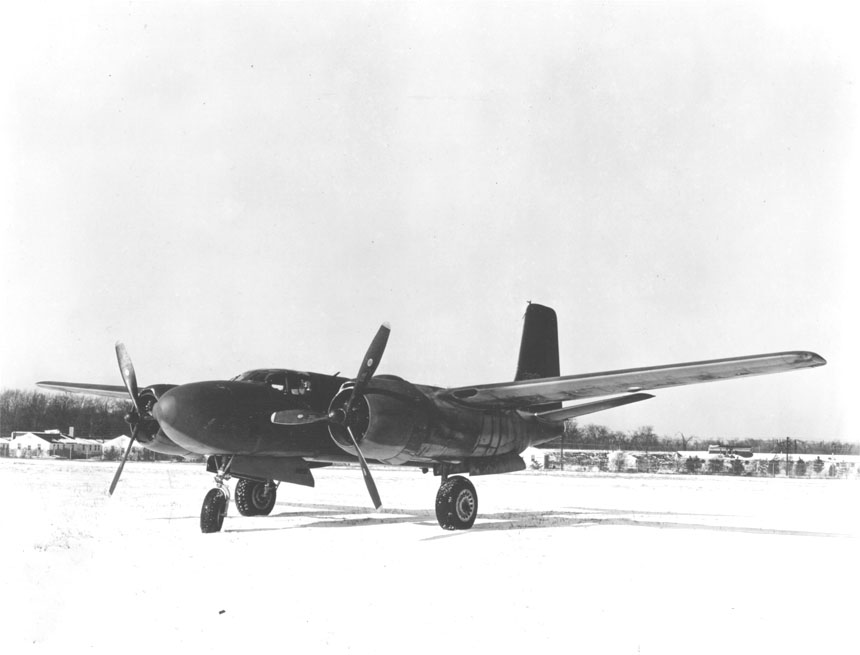
Douglas A-26B.

La gran mayoría de la producción de los 2452 A-26/B-26 Invader fueron los primeros A-26B y A-26C.
XA-26
Serial no. 41-19504, sirvió como prototipo para la serie; inicialmente voló con armamento falso.
XA-26A
Serial no. 41-19505, sirvió como prototipo de caza nocturno con una tripulación de 2 pilotos y 1 operador de radar/artillero.
XA-26B
Serial no. 41-19588, fue el prototipo de la variante de ataque de "morro sólido" con tres tripulantes: piloto, recargador de armas/navegador (en el frente de la cabina) y artillero en la parte posterior.
A-26B
Bombardero de ataque. Producción: 1150 A-26B fueron construidos en Long Beach (A-26B-1-DL a A-26B-66-DL) y 205 adicionales fueron construidos en Tulsa (A-26B-5-DT a A-26B-25-DT).
A-26C
Bombardero de ataque con morro transparente, en el que se alojaba el navegador/bombardero; la tripulación incluía el piloto y copiloto (controles duales) y un ingeniero de vuelo/artillero en un "asiento eyectable" situado en la parte de atrás de la carlinga. El armamento incluía dos ametralladoras de 12,7 mm en el fuselaje. Un total de 1091 A-26C fueron construidos. 1086 de ellos fueron construidos en Tulsa (A-26C-16-DT a A-26B-55-DT) y sólo cinco en Long Beach (A-26C-1-DL y A-26C-2-DL).
XA-26D
Serial no. 44-34776, prototipo para el bombardero de ataque A-26D, con ametralladoras de 12,7 mm en la proa y en el ala; una serie de 750 A-26D fue cancelada después del día V-J.
XA-26E
Serial no. 44-25563, prototipo para el bombardero de ataque A-26E; un contrato de 2150 A-26E-DT fue cancelado después del día V-J.
XA-26F
Serial no. 44-34586, prototipo de un A-26F de alta velocidad equipado con dos motores R-2800-83 de 2100 hp. con hélices de cuatro palas de 1600 lb.s.t.; con un turborreactor General Electric J31 instalado en la parte posterior del fuselaje. El prototipo alcanzó la velocidad máxima de 435 mph, pero las series fueron canceladas ya que el rendimiento no fue suficiente.
A-26Z
Designación no oficial para la producción posbélica del A-26. Tendría una versión más potente del motor radial Pratt & Whitney R-2800 Double Wasp y tendría una cabina con cubierta de burbuja levantada, con instrumentos mejorados y tanques de reserva lanzables de punta alar. De ser producido, esta versión de proa sólida iba a ser llamada A-26G y la de proa transparente A-26H. Sin embargo, en octubre de 1945, las USAAF concluyen que había suficientes A-26 para las necesidades de posguerra, consecuentemente, la versión A-26Z no fue producida.
JD-1
Versión de la Armada de los Estados Unidos con un A-26B (44-34217) y un A-26C (44-35467) rediseñados durante la Segunda Guerra Mundial, y en la posguerra, 150 A-26 más para uso desde bases en tierra como transporte de blancos, y más tarde como directores de drones, además de aviones de utilidad general.
RB-26C
Variante sin armas para fotorreconocimiento convertido desde el B-26C; disponía de cámaras y flash para foto nocturna. Rediseñado desde el avión de reconocimiento FA-26.
YB-26K
Prototipo de Mark Engineering para un bombardero renovado; las modificaciones incluyen alas reconstruidas, reforzadas, deriva alargada, motores R-2800-103 nuevos con hélices reversibles y variables, controles duales, tanques de punta alar, aviónica más nueva y más puntos reforzados para armamento. Durante las operaciones en Vietnam, en mayo de 1966, el avión fue redesignado con su antiguo nombre de A-26A. De acuerdo con el documental «Wings» de Discovery Channel, los B-26 fueron redesignados como A-26, porque Tailandia no podía permitir que bombarderos operaran desde sus aeropuertos, pero sí lo podían hacer aviones de ataque. El A-26K fue retirado en 1969 cuando se rebasaron sus límites de seguridad de tiempo de vuelo.
B-26K
Conversiones de Mark Engineering de 40 B-26B o TB-26B, con dos B-26C y un JB-26C; incluyeron el ajuste de dos motores R-2800-52W de 2500 hp sin paso variable y sin armas. 
RB-26L
Dos RB-26C (44-34718 y 44-35782) modificados para realizar misiones de reconocimiento fotográfico nocturno.

## Operadores
- Arabia Saudita
- Brasil
- Biafra
- Chile
- Colombia
- Cuba
- El Salvador
- Estados Unidos
- Francia
- Guatemala
- Indonesia
- Nicaragua
- Perú
- Portugal
- Reino Unido
- República Dominicana
- Turquía

## Cultura popular
- Dos aviones A-26 contraincendios (No. 57 N9425Z y No. 59 N4818Z) son ampliamente mostrados en el film Always de Steven Spielberg de 1989.[45] Son volados por el piloto Steve Hinton[46] y Dennis Lynch,[47] dueño de los A-26.
- En el film Badlands de 1973 de Terrence Malick, un A-26 es usado como transporte vip.
- Aparece en el videojuego War Thunder, como avión de ataque.

## Especificaciones

### Características generales
- Tripulación: 3
- Longitud: 15,2 m (50 ft)
- Envergadura: 20,6 m (67,5 ft)
- Altura: 5,6 m (18,3 ft)
- Superficie alar: 50 m² (538,2 ft²)
- Peso vacío: 10365 kg
- Peso cargado: 12519 kg
- Peso máximo al despegue: 15900 kg
- Planta motriz: 2× radiales de 18 cilindros en doble fila refrigerado por aire Pratt & Whitney R-2800-27 "Double Wasp".
  - Potencia: 1491 kW (2000 HP; 2028 CV) cada uno.
- Hélices: 1× tripala de velocidad constante por motor.

### Rendimiento
- Velocidad máxima operativa (Vno): 570 km/h
- Alcance en combate: 2300 km (1242 nmi; 1429 mi)
- Techo de vuelo: 6706 m (22 000 ft)
- Régimen de ascenso: 6,4 m/s
- Carga alar: 286,22 kg/m²
- Potencia/peso: 0,181 kW/kg

### Armamento
- Ametralladoras: 

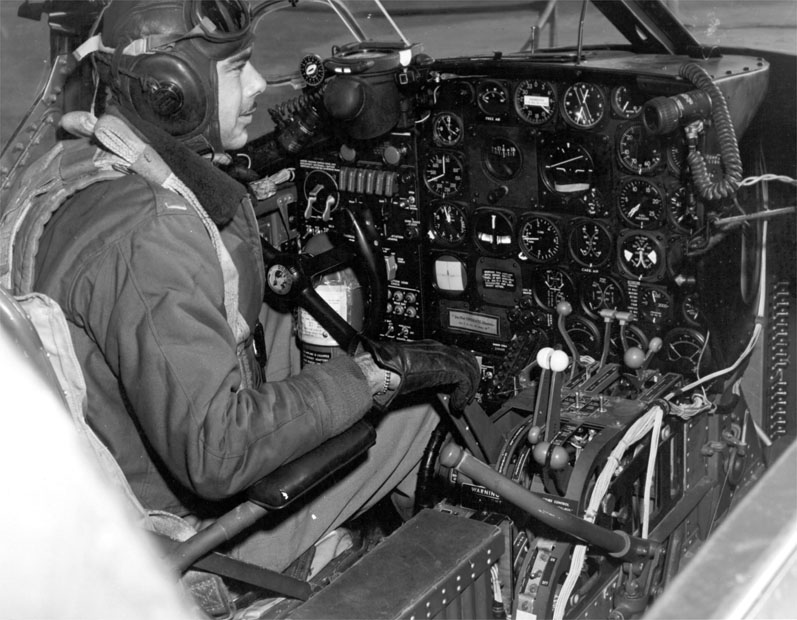
Cabina de un A-26 Invader.

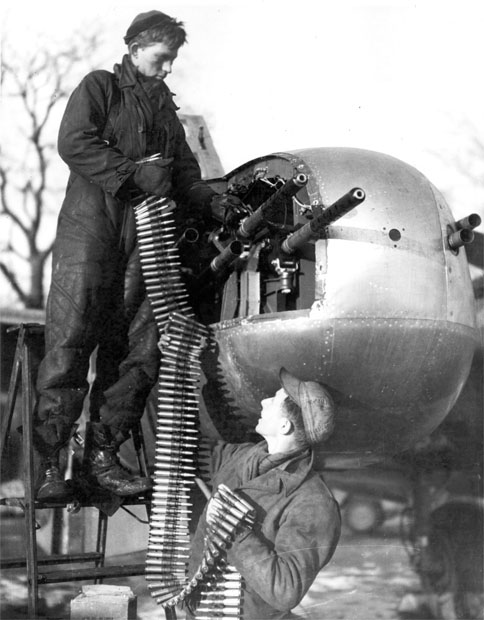
Cargando las ametralladoras de proa de un A-26.

  - De 12 a 20 Browning M2 de 12,7 mm.
- Bombas: 

  - Hasta 2710 kg de capacidad, de los cuales 1800 kg en la bodega de bombas, además de 910 kg ubicados externamente en puntos de anclaje bajo las alas
- Cohetes: 

  - Hasta 10 cohetes HVAR de 127 mm y 63,5 kg cada uno, ubicados en soportes subalares (5 bajo cada ala)

## Aeronaves relacionadas

### Desarrollos relacionados
- Douglas A-20 Havoc

### Aeronaves similares
- Junkers Ju 388
- Bristol Brigand

### Secuencias de designación
- Secuencia A-_ (Aviones de Ataque del USAAS/USAAC/USAAF, 1924-1947): ← A-23 - A-24 - A-25 - A-26 - A-27 - A-28 - A-29 →
- Secuencia J_D (Aviones Utilitarios de la Armada estadounidense, 1928-1955 (Douglas, 1922-1962)): JD
- Secuencia B-_ (Bombarderos del USAAC/USAAF/USAF, 1930-1962 (Redesignados de la secuencia A-_)): B-20 - B-26
- Secuencia A-_ (Aviones de Ataque estadounidenses, serie no secuencial, 1962-presente): ← F/A-16 - F/A-18/E/F/G - F/A-22 - A-26 - A-29 - A-37